# Esporte Clube Hepacaré
O Esporte Clube Hepacaré foi um clube brasileiro de futebol da cidade de Lorena.

## História
A equipe foi fundada em 7 de setembro de 1914. O nome do clube se refere ao primeiro nome da cidade de Lorena.
Mandava seus jogos no Estádio General Affonseca, localizado no centro da cidade e inaugurado em 30 de Março de 1941, em uma partida amistosa entre o Hepacaré e o Fluminense, onde o clube carioca goleou por 5 a 0. A partida foi apitada por Artur Friedenreich.
Nos anos 40, Dondinho, o pai de Pelé, jogou neste clube.
Disputou dez edições do campeonato paulista da terceira divisão (atual A3) e fez história ao disputar duas edições do campeonato paulista da segunda divisão (atual A2). Licenciou-se das competições em 1974.
Até 2011 o departamento de futebol do clube se dedicava apenas a competições de cunho amador, onde conseguia se sustentar. Faliu devido a crise financeira e dívidas trabalhistas. O antigo estádio e a sede social foram arrematados para uma rede de supermercados em 2012. O estádio foi demolido em 2017. Em 2018, houve tentativa de reativação, mas sem sucesso.

## Participações em estaduais
- Segunda Divisão (atual A2) = 2 (duas)

- 1959 - 1973
- Terceira Divisão (atual A3) = 10 (dez)

- 1956 - 1957 - 1958 - 1960 - 1961 - 1962 - 1963 - 1964 - 1965 - 1966